# Vuelta al Ecuador 2018
La 35.ª edición de la Vuelta al Ecuador se celebró entre el 6 y el 13 de octubre de 2018 con inicio en la ciudad de Coca (Puerto Francisco de Orellana) y final en la ciudad de Tulcán en Ecuador. El recorrido constó de un total de 9 etapas sobre una distancia total de 934 km.
La carrera se realizó como una competencia de categoría nacional no UCI siendo parte del calendario de la Federación Ecuatoriana de Ciclismo para 2018 y fue ganada por el ciclista español Óscar Sevilla del equipo Tims-Eagle Bikes. El podio lo completaron, en segundo lugar el colombiano Robinson Chalapud del Tims-Eagle Bikes y en tercer lugar el ecuatoriano Byron Guamá del Team Ecuador.

## Equipos participantes
Tomaron la partida un total de 18 equipos, de los cuales 1 fue de categoría Continental y 17 equipos regionales y de clubes y de éstos, Saitel presentó 2 equipos: Saitel A y Saitel B, para un total de 19 conjuntos.
Se resalta que debido a la no realización de la prueba durante los años de 2015 a 2017, la UCI no avaló la participación de equipos continentales extranjeros, siendo sólo permitida la participación del Team Ecuador, por lo que el equipo colombiano Team Medellín que había anunciado su participación no pudo asistir. Sin embargo, varios de sus corredores lo hicieron como integrantes de equipos regionales y de clubes locales, entre los que se encuentran Óscar Sevilla con el Tims-Eagles Bikes y Jonathan Caicedo con el equipo de la Prefectura de Carchi.
El pelotón inicialista fue de 110 ciclistas. Los equipos participantes fueron:
| Equipo continental- Team Ecuador Equipos regionales y de clubes (15)- Prefectura de Carchi - Prefectura de Cotopaxi - Pro rider-Club de ciclismo Cayambe - Gadip Cayambe - Alcaldía de Cayambe - Martínez Sport Wear - Selección del Ecuador-Prefectura de Carchi - Súperbota-Spinosa Ropa deportiva - Unacem-Ortiz Design 53/11 - Latin Flowers Pedro Moncayo - Tims-Eagles Bikes - Empopasto Aguila Bikes - Club de ciclismo deportivo Táchira - Cedenar - Chile-Team Safut-Petroa Unknown team category (2)- Best PC - Team Saitel |
| |

## Recorrido
| Etapa     | Fecha     | Recorrido                                                                        | type                   | Distancia (km) | Ganador                | Líder         |
| --------- | --------- | -------------------------------------------------------------------------------- | ---------------------- | -------------- | ---------------------- | ------------- |
| 1.ª etapa | 6 de oct  | El Coca – San Juan de los dos ríos de Tena                                       | etapa de media montaña | 183,3          | Óscar Sevilla          | Óscar Sevilla |
| 2.ª etapa | 7 de oct  | San Juan de los dos ríos de Tena – Nuestra Señora del Rosario de Pompeya de Puyo | etapa de media montaña | 88,2           | George Tibaquirá       | Óscar Sevilla |
| 3.ª etapa | 8 de oct  | San Miguel de Salcedo – San Miguel de Salcedo                                    | etapa llana            | 102,3          | Alonso Gamero          | Óscar Sevilla |
| 4.ª etapa | 9 de oct  | Área nacional de recreación El Boliche – San Francisco de Quito                  | etapa escarpada        | 106,4          | Jonathan Caicedo       | Óscar Sevilla |
| 5.ª etapa | 10 de oct | San Pedro de Cayambe – Cotacachi                                                 | etapa escarpada        | 78,2           | David Villarreal       | Óscar Sevilla |
| 6.ª etapa | 10 de oct | San Miguel de Ibarra – San Miguel de Ibarra                                      | etapa llana            | 66             | Jonathan Villavicencio | Óscar Sevilla |
| 7.ª etapa | 11 de oct | Cotacachi – Cantón San Pedro de Huaca                                            | etapa de montaña       | 133,6          | Robinson Chalapud      | Óscar Sevilla |
| 8.ª etapa | 12 de oct | San Isidro – Tulcán                                                              | etapa de montaña       | 116            | Pablo Caicedo          | Óscar Sevilla |
| 9.ª etapa | 13 de oct | Tulcán – Tulcán                                                                  | etapa llana            | 60             | Byron Guamá            | Óscar Sevilla |

## Clasificaciones finales
Las clasificaciones finalizaron de la siguiente forma:

### Clasificación general
| \| Clasificación general \| Clasificación general \| Clasificación general \| Clasificación general \| Clasificación general \| \| Ciclista \| Ciclista \| Equipo \| Tiempo \| \| \| --------------------- \| ------------------------- \| ------------------------------------------ \| --------------------- \| --------------------- \| \| 1.º \| Óscar Sevilla \| Tims-Eagles Bikes \| 22 h 32 min 08 s \| \| \| 2.º \| Robinson Chalapud \| Tims-Eagles Bikes \| + 53 s \| \| \| 3.º \| Byron Guamá \| Team Ecuador \| + 1 min 37 s \| \| \| 4.º \| Jorge Luis Montenegro \| Prefectura de Carchi \| + 3 min 02 s \| \| \| 5.º \| Remberto Jaramillo \| Team Saitel \| + 3 min 32 s \| \| \| 6.º \| Pablo Caicedo \| Prefectura de Carchi \| + 3 min 52 s \| \| \| 7.º \| Jymmi Santiago Montenegro \| Team Ecuador \| + 4 min 05 s \| \| \| 8.º \| Segundo Navarrete \| Tims-Eagles Bikes \| + 4 min 38 s \| \| \| 9.º \| Jefferson Cepeda \| Selección del Ecuador-Prefectura de Carchi \| + 4 min 44 s \| \| \| 10.º \| Francisco Colorado \| Team Saitel \| + 5 min 08 s \| \| |                           |                                            |                  |
| |                           |                                            |                  |
| |                           |                                            |                  |
| Clasificación general |                           |                                            |                  |
| Ciclista | Ciclista                  | Equipo                                     | Tiempo           |
| 1.º | Óscar Sevilla             | Tims-Eagles Bikes                          | 22 h 32 min 08 s |
| 2.º | Robinson Chalapud         | Tims-Eagles Bikes                          | + 53 s           |
| 3.º | Byron Guamá               | Team Ecuador                               | + 1 min 37 s     |
| 4.º | Jorge Luis Montenegro     | Prefectura de Carchi                       | + 3 min 02 s     |
| 5.º | Remberto Jaramillo        | Team Saitel                                | + 3 min 32 s     |
| 6.º | Pablo Caicedo             | Prefectura de Carchi                       | + 3 min 52 s     |
| 7.º | Jymmi Santiago Montenegro | Team Ecuador                               | + 4 min 05 s     |
| 8.º | Segundo Navarrete         | Tims-Eagles Bikes                          | + 4 min 38 s     |
| 9.º | Jefferson Cepeda          | Selección del Ecuador-Prefectura de Carchi | + 4 min 44 s     |
| 10.º | Francisco Colorado        | Team Saitel                                | + 5 min 08 s     |

### Clasificación de la montaña
| Clasificación de la montaña | Clasificación de la montaña | Clasificación de la montaña        | Clasificación de la montaña | Clasificación de la montaña |
| Ciclista                    | Ciclista                    | Equipo                             | Puntos                      |                             |
| --------------------------- | --------------------------- | ---------------------------------- | --------------------------- | --------------------------- |
| 1.º                         | Francisco Colorado          | Team Saitel                        | 32 pts                      |                             |
| 2.º                         | Henry Velasco               | Team Saitel                        | 27 pts                      |                             |
| 3.º                         | Robinson Chalapud           | Tims-Eagles Bikes                  | 25 pts                      |                             |
| 4.º                         | Yuber Contreras             | Best PC                            | 15 pts                      |                             |
| 5.º                         | Carlos Gálviz               | Club de ciclismo deportivo Táchira | 10 pts                      |                             |

### Clasificación de las metas volantes
| Clasificación de las metas volantes | Clasificación de las metas volantes | Clasificación de las metas volantes        | Clasificación de las metas volantes | Clasificación de las metas volantes |
| Ciclista                            | Ciclista                            | Equipo                                     | Puntos                              |                                     |
| ----------------------------------- | ----------------------------------- | ------------------------------------------ | ----------------------------------- | ----------------------------------- |
| 1.º                                 | David Villarreal                    | Selección del Ecuador-Prefectura de Carchi | 34 pts                              |                                     |
| 2.º                                 | Alonso Gamero                       | Chile-Team Safut-Petroa                    | 27 pts                              |                                     |
| 3.º                                 | Elías Tello                         | Chile-Team Safut-Petroa                    | 26 pts                              |                                     |
| 4.º                                 | Isaac Yaguaro                       | Martínez Sport Wear                        | 21 pts                              |                                     |
| 5.º                                 | Pablo Caicedo                       | Prefectura de Carchi                       | 17 pts                              |                                     |

### Clasificación sub-23
| Clasificación sub-23 | Clasificación sub-23      | Clasificación sub-23                       | Clasificación sub-23 | Clasificación sub-23 |
| Ciclista             | Ciclista                  | Equipo                                     | Tiempo               |                      |
| -------------------- | ------------------------- | ------------------------------------------ | -------------------- | -------------------- |
| 1.º                  | Jymmi Santiago Montenegro | Team Ecuador                               | 22 h 36 min 13 s     |                      |
| 2.º                  | Jefferson Cepeda          | Prefectura de Carchi                       | + 48 s               |                      |
| 3.º                  | David Villarreal          | Selección del Ecuador-Prefectura de Carchi | + 3 min 15 s         |                      |
| 4.º                  | Cristian Tobar            | Team Saitel                                | + 4 min 25 s         |                      |
| 5.º                  | Washington Fuertes        | Selección del Ecuador-Prefectura de Carchi | + 13 min 44 s        |                      |

## Evolución de las clasificaciones
| Etapa                   | Ganador de etapa        | Clasificación general | Clasificación de la montaña | Clasificación de las metas volantes | Clasificación sub-23 |
| ----------------------- | ----------------------- | --------------------- | --------------------------- | ----------------------------------- | -------------------- |
| 1.ª                     | Óscar Sevilla           | Óscar Sevilla         | Yuber Contreras             | Joaquín Corvalan                    | Santiago Montenegro  |
| 2.ª                     | George Tibaquirá        | Óscar Sevilla         | Yuber Contreras             | Alonso Gamero                       | Santiago Montenegro  |
| 3.ª                     | Alonso Gamero           | Óscar Sevilla         | Yuber Contreras             | Alonso Gamero                       | Santiago Montenegro  |
| 4.ª                     | Jonathan Caicedo        | Óscar Sevilla         | Jonathan Caicedo            | Alonso Gamero                       | Santiago Montenegro  |
| 5.ª                     | Esteban Villareal       | Óscar Sevilla         | Francisco Colorado          | Esteban Villareal                   | Santiago Montenegro  |
| 6.ª                     | Jonathan Villavicencio  | Óscar Sevilla         | Francisco Colorado          | Esteban Villareal                   | Santiago Montenegro  |
| 7.ª                     | Robinson Chalapud       | Óscar Sevilla         | Francisco Colorado          | Esteban Villareal                   | Santiago Montenegro  |
| 8.ª                     | Pablo Caicedo           | Óscar Sevilla         | Francisco Colorado          | Esteban Villareal                   | Santiago Montenegro  |
| 9.ª                     | Byron Guamá             | Óscar Sevilla         | Francisco Colorado          | Esteban Villareal                   | Santiago Montenegro  |
| Clasificaciones finales | Clasificaciones finales | Óscar Sevilla         | Francisco Colorado          | Esteban Villareal                   | Santiago Montenegro  |